# 歐洲化學品管理局

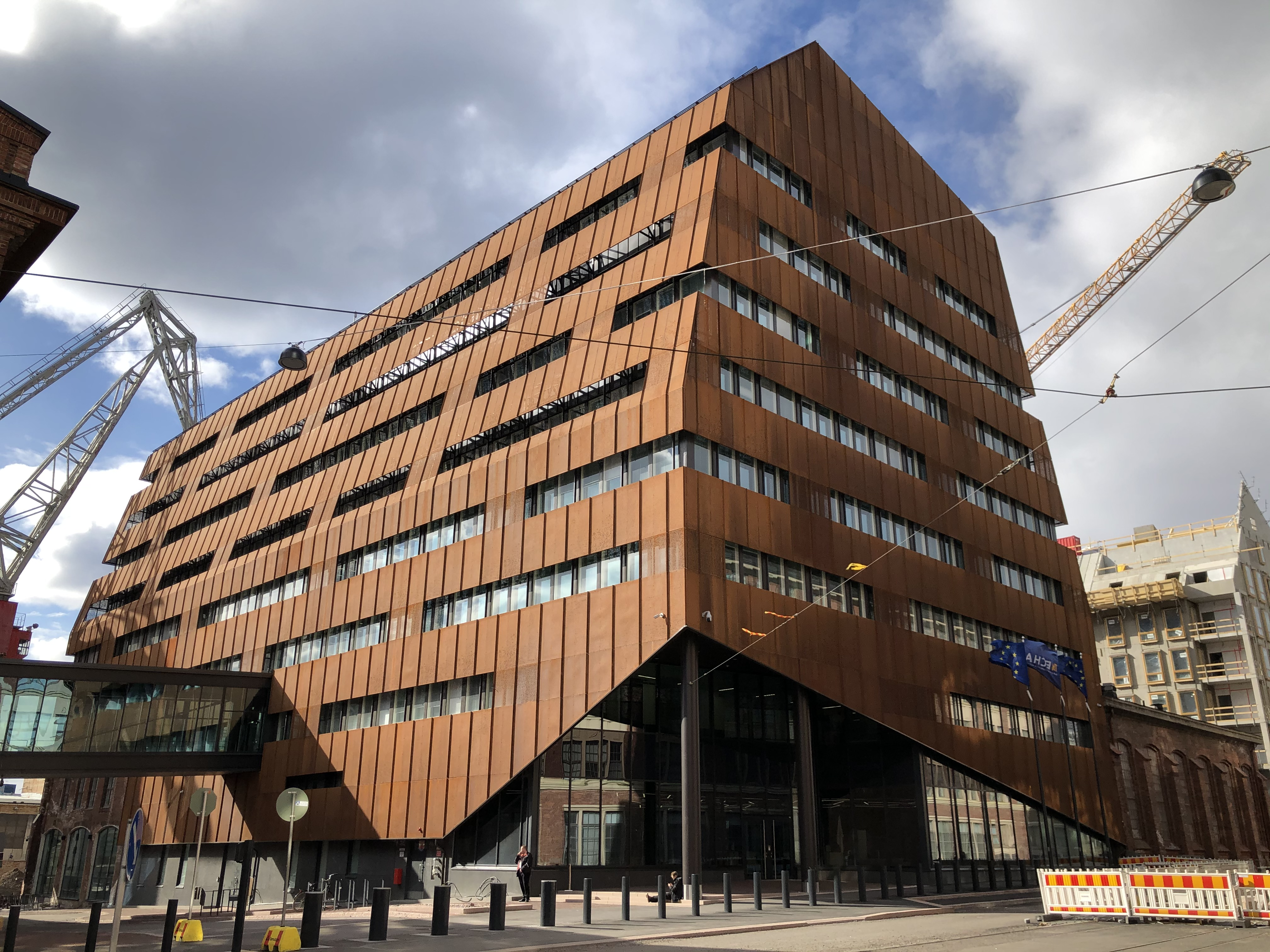
歐洲化學品管理局。

歐洲化學品管理局（ECHA）是歐洲聯盟負責管理登記，評估，許可和限制化學品系統（REACH）的機構。設於芬蘭赫爾辛基，2007年6月1日開始運作。

## 外部連結
- 官方网站
- Health-EU Portal （页面存档备份，存于） the official public health portal of the European Union